# Municipio de Wolf Butte
El municipio de Wolf Butte (en inglés: Wolf Butte Township) es un municipio ubicado en el condado de Adams en el estado estadounidense de Dakota del Norte. En el año 2010 tenía una población de 25 habitantes y una densidad poblacional de 0,27 personas por km².

## Geografía
El municipio de Wolf Butte se encuentra ubicado en las coordenadas 46°10′12″N 102°49′29″O / 46.17000, -102.82472. Según la Oficina del Censo de los Estados Unidos, el municipio tiene una superficie total de 93.1 km², de la cual 92,96 km² corresponden a tierra firme y (0,14 %) 0,13 km² es agua.

## Demografía
Según el censo de 2010, había 25 personas residiendo en el municipio de Wolf Butte. La densidad de población era de 0,27 hab./km². De los 25 habitantes, el municipio de Wolf Butte estaba compuesto por el 100 % blancos. Del total de la población el 0 % eran hispanos o latinos de cualquier raza.